# Pseudochirella hirsuta
Pseudochirella hirsuta is een eenoogkreeftjessoort uit de familie van de Aetideidae. De wetenschappelijke naam van de soort is voor het eerst geldig gepubliceerd in 1905 door Wolfenden.